# Tatra 82

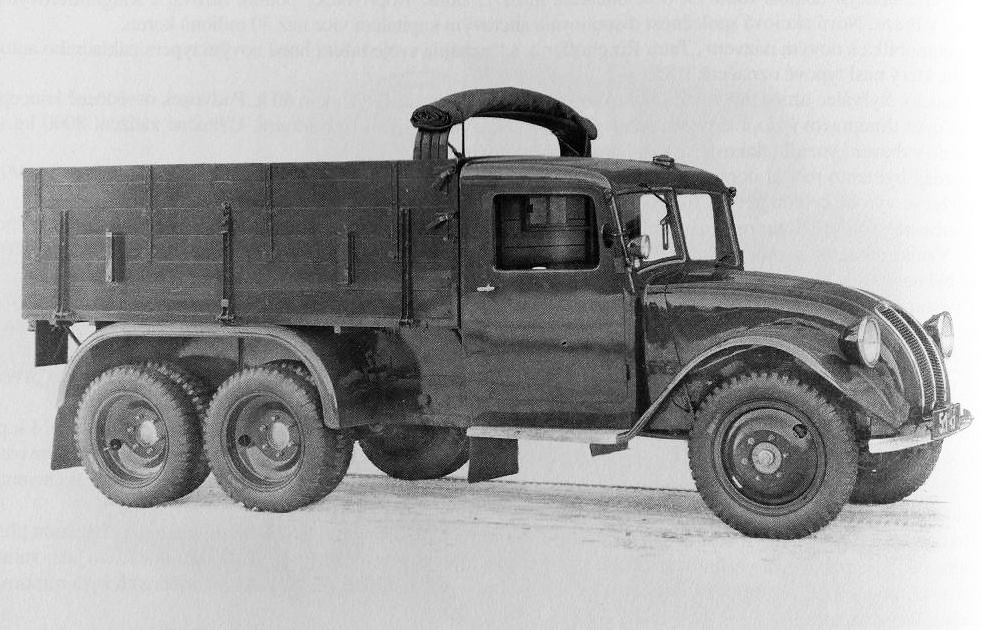
Tatra 82 als Lastkraftwagen

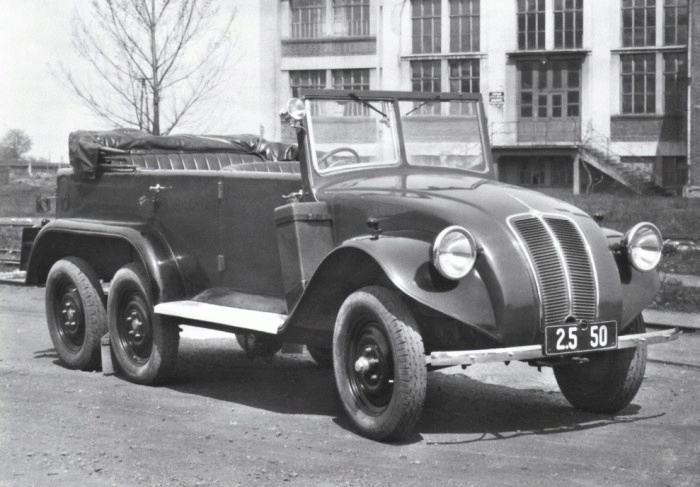
Tatra 82, 1935

Der Tatra 82 war ein schwerer, sechsrädriger Geländewagen, der aus dem Militärfahrzeug Tatra 72 entwickelt wurde und den das Tatrawerk in Nesselsdorf 1935 herausbrachte.

## Entstehung und Technik
Bei Tatra wurden schon in den 1920er-Jahren Fahrzeuge mit Zentralrohrrahmen gebaut. Die Entwicklung bei Tatra wurde maßgeblich von Hans Ledwinka beeinflusst. Leichte Geländefahrzeuge mit Allradantrieb entstanden bei Tatra zur Anpassung der Fahrzeugproduktion auf dem Hintergrund von Anfragen für Militärfahrzeuge und den absehbaren Vorgaben zur Aufrüstung der Wehrmacht. Die Produktion von Militärfahrzeugen sollte die Beschäftigung der Tatrawerke absichern. Die spätere Kontingentierung der Automobilindustrie durch den Schell-Plan (1939) zeichnete sich schon Anfang der 1930er-Jahre für Fahrzeughersteller ab.
Der Tatra 82 hatte einen luftgekühlten Vierzylinder-OHC-Boxermotor mit 2490 cm³ Hubraum und 55 PS (40 kW) Leistung. Der Wagen besaß drei Achsen, deren hintere beide angetrieben waren. Sein Getriebe besaß acht Vorwärtsgänge und einen Rückwärtsgang. Die erreichbare Höchstgeschwindigkeit des 3150 kg schweren Wagens lag bei 65 km/h. Das Fahrgestell bestand aus Rohren, hatte eine Vorderachse mit Querblattfeder und Pendelachsen in der Mitte und hinten, versehen mit Ausleger-Längsblattfedern. Es gab als Aufbau einen offenen Mannschaftswagen. In zwei Jahren wurden insgesamt 325 Fahrzeuge hergestellt. Die letzten Exemplare besaßen den V8-Motor des Tatra 87 und ein auf 4000 kg erhöhtes Gesamtgewicht.

## Verwandte Varianten und Entwicklungslinien
Neben dem Hauptentwicklungszweig zum Geländefahrzeug Tatra 82 sind weitere Varianten bekannt, die etwa im gleichen Zeitraum produziert oder nur als Entwicklungsprojekt ausgeführt wurden. Nachfolgend eine Übersicht:
- Tatra 81: Fronthauben-Lastkraftwagen, mit Varianten Tatra 81D (1942), Tatra 81H, 81bH (1942–1943).[1]
- Tatra 84: Frontlenker-Lastkraftwagen, nur für 1935 nachweisbar, Nutzfahrzeug mit Chassis des Tatra 82.[2]
- Tatra 92: Parallel zum Tatra 93 (T93) wurde der Tatra 92 (T92) von 1937 bis 1941 als eigentlicher Nachfolger des Tatra 82 gebaut. Während der T93 nur über die Hinterachse betrieben wurde, besaß der T92 Allradantrieb.[3]
- Tatra 93: 1939 wurde das Modell mit Vierzylindermotor mit verschiedenen Aufbauten einige Zeit als Tatra 93 angeboten.

## Quelle
- Schmarbeck, Wolfgang: Tatra – Die Geschichte der Tatra-Automobile, Verlag des Internationalen Auto- und Motorrad-Museums Deutschland, Bad Oeynhausen (1977)